# Mochtar Lubis
Mochtar Lubis (n. 7 martie 1922, Padang, Indonezia - d. 2 iulie, 2004, Jakarta, Indonezia) a fost un jurnalist și scriitor indonezian.
1. 1 2 3  Autoritatea BnF, accesat în 10 octombrie 2015
2. 1 2  Mochtar Lubis, SNAC, accesat în 9 octombrie 2017
3. ↑  Czech National Authority Database, accesat în 30 august 2020